# Lesák rumělkový
Lesák rumělkový (Cucujus cinnaberinus) je brouk z čeledi lesákovitých, vázaný na mrtvé dřevo (saproxylický).

## Rozšíření
Východní část střední Evropy, hory v Rumunsku. Na severu žije porůznu a vzácně v jižnější části Skandinávie.
Lesák rumělkový je západopalearktický druh, žije i v severní, východní a jihovýchodní Evropě (od jižní Fennoskandie po Řecko) s izolovaným výskytem v jižní Itálii, východně do Ruska a Ukrajiny. Ve střední Evropě je znám z Bavorska, ČR, Polska, Rakouska a Slovenska. Nové nálezy lesáka rumělkového pocházejí z Bulharska a Srbska

### Výskyt v Česku
Výskyt je nesouvislý, v lesních porostech s dostatkem odumřelého dřeva, příp. v alejích, větrolamech, oborách, parcích a příměstských lesích. Vyskytuje se především v nížinných oblastech. Po řadu let byl považován za velmi vzácný druh známý pouze z Beskyd (NPR Mionší) a z lužních lesů při dolním toku Dyje (staré nálezy i ze Šumavy a Vraného). Od 90. let 20. stol. se objevují nálezy z dalších oblastí: lesák rumělkový je znám z lesů na dolním toku Odry, z povodí Bečvy a Svratky a z lokalit ve středních a východních Čechách (střední Polabí, dolní Poohří), nově byl zjištěn v Bílých Karpatech.

## Popis
Tělo silně zploštělé, 11–15 mm dlouhé, hlava trojúhelníkovitá s rozšířenými spánky, oči velké, kusadla mohutná, nohy běhací. Zbarven rumělkově červeně (slabě leskle), oči, tykadla a nohy černé. Jantarově žlutá larva s tmavší hlavou je plochá, tykadla má krátká, na posledním zadečkovém článku koncové štěty (urogomfy).

## Ekologie
Vyskytuje se v květnu až červenci v listnatých lesích, kde se brouci ukrývají pod kůrou odumírajících nebo odumřelých listnatých dřevin (méně jehličnatých). Všechna stadia žijí pod kůrou stromů, celoročně. Dospělí brouci i larvy jsou draví, loví larvy a kukly podkorního hmyzu pod mírně odchlípenou kůrou. Vývoj je min. dvouletý; larva dvakrát přezimuje a v červenci se kuklí, přičemž stadium kukly trvá pouhých ±10 dní. Dospělý brouk zůstává v místě vylíhnutí do následujícího jara, pak je opouští. K plnému vybarvení dospělců dochází asi po třech dnech. Chobot uvádí, že larvy i imaga se pravděpodobně živí hnijícím lýkem, ale larvy zřejmě požírají i larvy jiného podkorního hmyzu včetně slabších jedinců vlastního druhu.
K vývoji vyžaduje dostatečný počet padlých či zlomených stromů v souvislých lesních porostech s přirozenou skladbou dřevin. Patrně mu vyhovují zapojené porosty, tedy zástin a vyšší relativní vlhkost. Pravděpodobný dostatek strukturně odpovídajících, zejm. lužních porostů je zřejmě v příčinném vztahu se vzrůstajícím počtem nálezů v současnosti.
Nejraději vyhledává plantáže rychle rostoucích hybridních topolů. V krajině střední Evropy jich je dostatek, je v nich dost odumřelého dřeva a jsou prosluněné, protože byly zakládány ve volném zápoji a často také vyvětvovány (topolům se ve vysokém lese nedaří). Protože však lignikultury nikdo neobnovuje, mohl by vbrzku druh vymizet s nimi. Lesák rumělkový je patrně druh vázaný na rozpad porostů rané sukcese lesa – ve vyšších polohách to byly rozpadající se osikové porosty vzniklé po polomech či požárech, v nížinách staré porosty topolů vzniklé po povodních na říčních náplavech. Časté nálezy v parcích a oborách napovídají, že patrně vyhledával i pastevní lesy, které však v přírodě mizí, protože komerční lesnictví ranou sukcesi vylučuje a pastvu zakazuje. Z krajiny kvapně mizí i původní druhy topolů.

## Ochrana v ČR
Hlavní příčinou ohrožení je nedostatek a úbytek vhodných biotopů v krajině.
- V České republice je lesák rumělkový zařazen na seznamu ohrožených druhů mezi silně ohrožené (celosvětově je dle IUCN téměř ohroženým druhem).
- V roce 2019 probíhal monitoring druhu.[9]
- Mapování výskytu lesáka rumělkového v České republice probíhá od roku 2007 na Biolibu.[10]

Nejvhodnější je sledovat druh v období larvální aktivity se souběžným výskytem dospělců: podzim (září až říjen) a jaro (duben až polovina května, příp. začátek července). Hlavními hostitelskými dřevinami larev jsou topoly, buk lesní, duby, vrby aj. Larvy i dospělci se vyskytují v místech s koncentrovaným větším množstvím mrtvého dřeva (ležícího i stojícího). Dospělci jsou nejaktivnější v teplých jarních dnech v odpoledních až podvečerních hodinách; nalétávají na odumřelé či poražené (i čerstvě) stromy. Dřevo musí mít celoplošně zachovalou kůru a větší průměr.
Lesák rumělkový se barvou i lokalitami výskytu podobá mnohem hojnějšímu červenáčkovi ohnivému (Pyrochroa coccinea), ale výrazně plochým tvarem těla a mnohem větší hlavou je s ním nezaměnitelný. Podobnost larev je vyšší, rozdíl je především v tvaru hlavy a v postavení ostnů na posledním článku zadečku (lesák do „V“, se čtyřmi postranními menšími trny).

### Péče o druh
K přežití populací lesáka rumělkového je nutné zajistit kontinuální výskyt substrátu vhodného pro vývoj druhu, tzn. zachovat na dané lokalitě co nejvyšší počet starých stromů a starého dřeva v přirozenému rozkladu. Těžba není vyloučena, je však vhodné volit méně razantní způsoby seče.

## Podobný druh
Podobný je druh Cucujus haematodes Erichson, 1845, který má červeně zbarvená i kusadla. Je to pralesní relikt žijící na jehličnanech. Larvy a imaga žijí pod kůrou odumřelých a odumírajících stromů, ve střední Evropě převážně starých jedlí. Biotopem v ČR jsou pralesovité horské lokality, staré jedliny, jedlobučiny, staré původní smrčiny, horské pastevní řídké lesy.